# Zdeněk Groessl
Zdeněk Groessl   (Plzeň, 8 de setembre de 1941 - 17 de novembre de 2023) fou un jugador de voleibol txec que va competir sota bandera txecoslovaca durant les dècades de 1960 i 1970.
El 1968 va prendre part en els Jocs Olímpics de Ciutat de Mèxic, on guanyà la medalla de bronze en la competició de voleibol. Quatre anys més tard, als Jocs de Múnic,fou sisè en la mateixa competició. En el seu palmarès també destaquen una medalla d'or al Campionat del Món de voleibol de 1966, i dues de plata (1967 i 1971) al Campionat d'Europa de voleibol. A nivell de clubs, amb el RH Praga, guanyà la lliga txecoslovaca de 1966 i 1972. Posteriorment va exercir d'entrenador en diversos equips txecs.